# Глухівсько-Петропавлівський монастир
51°40′21″ пн. ш. 33°55′06″ сх. д. / 51.672528560646° пн. ш. 33.918346123242° сх. д.

Реконструкція загального вигляду Глухівсько-Петропавлівського монастиря

Глухівсько-Петропавлівський монастир — чоловічий монастир у колишньому селі Петропавлівська Слобода, біля села Будища Глухівського району Сумської області. Заснований у 1230 році на правому березі річки Клевень. В середині XVII століття цілковито дерев'яний Петропавлівський монастир був перебудований на мурований. В його околицях поруч з трапезною церквою у 1697 році було добудовано собор Петра і Павла (артіль царського майстра Матвея Єфимова), з північного боку збудовано надбрамну Михайлівську церкву, з південно-західного боку — два корпуси братських келій.
У 1859 році у монастирі налічувалось 2 дворових господарства, мешкало 17 осіб.
Майже усі споруди монастиря були знищені у 20 — 30 роках ХХ століття, надбрамна церква розібрана місцевими мешканцями в повоєнні роки на будівельні матеріали. Збереглися лише в'їзна брама, будівля трапезної Успенської церкви, будинок архімандрита, 2 корпуси монастирських келій, кам'яна огорожа та підземний хід, який виходить у лісах на південь від монастиря.
Зі святинею пов'язана діяльність ігумена Данила Туптала та поборника освіти і православ'я Матвія Карповича Значко-Яворського, який тут і похований.
Зараз Глухівсько-Петропавлівський монастир використовується як будинок людей похилого віку.

## Історія
Петропавлівський монастир — древня пам’ятка архітектури в Україні, зокрема, Глухівщини. Час і люди не пощадили цю безцінну пам’ятку історії та культури нашого краю. Людська недбалість, зверхнє споглядання на пам’ятку архітектури призвело до часткового зруйнування монастиря, знесені куполи церков, стерті з лиця землі оборонні укріплення.   Знищені фрески і розписи святих ликів, якими були покриті стіни Петропавлівської обителі, хоча їхні невмирущі погляди з докором проступають через нашарування вапна та фарби.
А колись він був не тільки релігійним, а й культурним центром. З його історією пов’язана також діяльність деяких відомих українських та російських церковних, громадських та культурних діячів: Димитрія Ростовського (в миру — Данило Савич Туптало), Мельхіседека (світське ім’я — Матвій Карпович Значко-Яворський), Давида Нащинського.

Монастирський комплекс розташований на високій горі, порослій дубовим лісом, на правому березі річки Клевень поблизу села Будища за 20 км. від Глухова, неподалік старовинного шляху з Глухова на Путивль. Архітектурний ансамбль панував над рівниною і був видний здалеку.
«Местоположение оного монастиря в лесе, на горе, близ дороги, идущей из Путивля в Глухов, при границе Путивлського уезда, над р. Клевенью, на которой плотина оного монастыря. Церквей каменных три, одна большая, другая трапезная, а третья на воротах монастыря. Погреб, ледник большой и пашенный  амбар да жилая келья каменные ж, покоев для начальника оного монастиря — три, для братии покоев 20, деревянных. Вокруг оного монастыря  ограда деревянная. 
В такому вигляді зображено монастир у 1781 році.

Видатний український історик і політичний діяч Дмитро Іванович Дорошенко так описав Петропавлівський монастир у 1918 році:
Свідомо вибрали фундатори монастиря цей чудовий закуток, де сама природа сплела розкішну оправу, в яку людина поставила діло рук своїх — муровані будівлі монастиря. На високій горі понад річкою Клевенню, що відділяє українську Глухівщину від московської Путивльщини, весь у зелені, неначе намальований, пишається монастир із трибанною стрункою церквою, оточеною купою високих тополь, білими мурами та будинками. Справа і зліва дубовий ліс. Гарний вид на монастир знизу від Клевені, а ще кращий, коли станеш у малій дерев’яній альтанці над самою кручею: на тридцять верст стелеться зелена долина, на ближньому фоні якої змійкою в’ється Клевень. Удалечині мріють села з білими церквами і гинуть десь на обрії надсеймівські гаї. Хтось із великим художнім смаком обрав це місце для тихого монастирського життя. 
Час заснування монастиря невідомий. За переказами – 1230 рік.
Беззаперечно, що в другій половині XVII століття він стає одним з найбагатших по кількості придбаних маєтностей. Цій обставині сприяла велика кількість незайманих навколо земель, на яких монастир безперешкодно створював слободи, а потім отримував на них гетьманські універсали; із сіл, які виникли самостійно, монастир отримав лише два — Холопково і Баничі. При гетьмані Б. Хмельницькому Петропавлівський монастир мабуть був незначним, що не міг випросити універсал у цього гетьмана, який взагалі щедро наділяв монастирі маєтностями. 
Вперше Петропавлівський монастир отримав земельні наділи в січні 1658 року. Гетьман Виговський дав «два сельца» Холопково і Баничі. В 1668 році гетьман Дорошенко підтверджує права монастиря на володіння селами Холопкове і Баничі та затверджує за монастирем новостворені села: Будища, Ховзівку і В’язенку. Універсалом гетьмана Многогрішного монастирю надається село Мацкове та земельні угіддя на річці Сейм. За короткий період Петропавлівський монастир отримує ще села Черневе і Ротівку, млини на річці Шостка і на Новій Греблі під Глуховом.
Всі царські грамоти та гетьманські універсали на підтвердження маєтностей монастиря перераховані в підтверджувальному універсалі за 1735 рік князя Шаховського. За рахунок земельних пожалувань збільшувалися маєтності монастиря, він ставав багатшим. Змінюється і архітектурний ансамбль монастиря. 1695 року на замовлення Димитрія Ростовського «записной государів майстер кам’яного діла» Матвій Єфимов, котрий тоді працював у Глухові, розпочав будівництво мурованого Петропавлівського собору, завершене 1697 року. На початку XVII ст. (до 1706 р.) коштом полковника Стародубського Михайла Міклашевського, котрий загинув у бою зі шведами в 1706 році , тут збудовано муровану трапезну з теплою церквою Успіня Богородиці. У 1712 році збудували муровану надбрамну Михайлівську церкву, а в 1895 році — два муровані корпуси Братських келій та нову муровану огорожу.
Весь ансамбль монастирських споруд, що визначався чудовим зв’язком з ландшафтом, був розпланований компактно: у центрі невеликого двору на підвищенні стояв тридільний триверхий мурований Петропавлівський собор, на північ від нього — трапезна. Північний бік монастирського двору замикає надбрамна Михайлівська церква — дзвіниця. Собор, що не зберігся, був тридольний, триверхий, мав восьмигранну наву, п’ятистінний вівтар і прямокутний в плані бабинець. За структурою і архітектурними формами дуже подібний до глухівських храмів М. Єфимова: Михайлівської і Миколаївської церков. Храм мав двозаломні верхи зі світловими восьмериками над усіма трьома компартиментами. Завдяки великим вікнам, розташованим у два яруси, інтер’єр був щедро освітлений. Зовнішній декор витримано у формах, притаманних російській архітектурі кінця XVII ст.: застосовано наріжні пучки півколонок, наличники з розірваними мандриками, восьмикутні вікна. Фасади були поліхромними: поле стіни червоне, деталі — білі. Собор було знищено у 1930 році.
Михайлівська надбрамна церква-дзвіниця була частково зруйнована протягом 1956 року: у травні того року з ініціативи керівництва будинку інвалідів розібрали бані й почали розбирати стіни другого ярусу. Про це місцевий житель В. Борзаківский написав до Києва. Це зупинило руйнацію, відтак від споруди уцілів лише перший ярус, що нині використовується як брама.
Мурована тридільна надбрамна Михайлівська церква була збудована в 1712 році у північному пряслі монастирського муру. Первісно була двоповерховою, триверхою. Посередині був арковий проїзд. На початку ХХ ст. верх над бабинцем церкви розібрали, прибудували до нього з заходу масивну двоярусну дзвіницю, а бабинець укрили двосхилим дахом. Найбільший дзвін важив 360 пудів (5,7 тонни ).
Зараз від споруди зберігся перший ярус зі спотвореним фасадним декором, накритий невисоким двосхилим дахом. Теплу трапезну церкву Успіня Богородиці поставили на північ від Петропавлівського собору. Вона належить до типу безбанних храмів зального типу з гранчастим вівтарем. У середині ХІХ ст. до трапезної з півдня прибудували корпус з плоским перекриттям і декоративною банею над чотиригранним наметовим дахом. В наш час приміщення використовується як столова будинку-інвалідів.
На південь від трапезної розташовано два одноповерхові на підвалах корпуси, збудовані одночасно, на початку XVIII ст. З південного сходу на схилі стоїть корпус келій двосекційної системи розпланування, з чотирикамерними секціями.
А в південно-західному куті монастирського двору збереглися покої архімандрита. Це унікальна пам’ятка цивільної архітектури Мазепиної доби. Г – подібного плану одноповерховий з чотирикамерним підвалом мурований корпус має складну багатокамерну систему розпланування. З заходу монастирський двір замикає новий корпус братських келій, збудований 1895 року. Він прямокутний у плані, видовжений з півночі на південь, двоповерховий, з підвалом під північною стороною, мурований. На західному фасаді до 1930-х років була широка дерев’яна тераса, накрита односхилим дахом. Фасади вирішено у стилі пізнього провінційного класицизму.
У Петропавлівському монастирі існував підземний хід. Будівництво і місцезнаходження якого трималося служителями монастиря в суворій таємниці, хоча довжина його була близько 500 метрів. Свій початок він брав в одній з келій першого ярусу. Це напівпідвальні приміщення, де зберігались продукти, пасіка в зимовий час. В наш час цей хід зруйнований. Підтвердженням існування підземного ходу є спогади старожилів. Ще на початку встановлення радянської влади вхід було замуровано із внутрішньої сторони монастиря. Після вибуху заряду, яким знищували Петропавлівський собор, на монастирському подвір’ї з’явилася здорова яма, хоча жодне з підвальних приміщень не обвалилось.
В 20-х роках ХХ ст. із боку радянської влади почався методичний наступ на релігію. Землі, що належали Петропавлівському монастирю, були відібрані. Монахів розігнано, а частину будівель зруйновано. Більшовики «приміряли» забудови монастиря на свій лад. У 1921 році Петропавлівський монастир був повністю закритий. Монументальні споруди владу задовольняли. І з 1922 року на території монастиря був відкритий будинок інвалідів, де проживали самітні люди з серйозними вадами здоров’я. Пізніше він був реорганізований в психіатричний будинок-інтернат.
Отже, з часів радянської влади тут міститься психіатричний інтернат, який не тільки зруйнував давні архітектурні пам’ятки й занедбав уцілілі, але й збудував на території різні споруди утилітарного призначення, що спотворили первісну архітектурно-планувальну композицію ансамблю.
Усі збережені донині монастирські будівлі муровані з цегли на вапняно-піщаному розчині, потиньковані й побілені, мають вальмові дахи по дерев’яних кроквах, покриті покрівельною сталлю та шифером.
Глухівський Петропавлівський монастир був одним з найдовершеніших архітектурних ансамблів Мазепиної доби — доби розквіту українського національного архітектурного стилю. За результатами досліджень 1980-х років уцілілі монастирські споруди включено до Зводу пам’яток історії та культури України по Сумській області. Рішенням Сумського облвиконкому від 21.08.1989 р. №168 монастирський комплекс включено до державного списку пам’яток архітектури місцевого значення під охоронним №126.

## Михайлівська церква
Михайлівська надбрамна церква була споруджена у 1712 році на кошти Михайла Миклашевського. Спочатку храм був трьохчастинним, трьохверхим, з арочним проїздом посередині, та в кінці XVIII — початку XIX століття його перебудували. За радянських часів церква була зруйнована.